# Попробуйте Сарму
серб. кир. Сарму проб'о ниси (СПН; дословно — «Голубцы не пробовали?»), также известно как Гражданское движение «Будь сильным!» (серб. кир. Грађански покрет "Само Јако!") — сатирическая политическая организация в Сербии, сформированая в Младеновце в 2016 году. СПН началось как вымышленная политическая партия созданная группой юмористов из Младеновца. Они стали популярны после того, как сняли юмористический пародийный рекламный ролик для вымышленного политикаа Любиши Прелетавича «Белого». После того, как видео стало популярным на YouTube, они убедили последователей участвовать в выборах. Группа поклялась сделать много ложных обещаний и ложных надежд. Координатор кампании пообещал открыть отдел эвтаназии для пенсионеров в местной больнице для того, чтобы избавить страну от расходов.
Выборы в местные советы 2016 года прошли в большинстве муниципалитетов и городов Сербии одновременно с парламентскими выборами. Так как СПН официально не была зарегистрирована в качестве политической партии, её сторонники принимали участие в качестве участников независимых списков под названием «Бели — само яко» («Белый — будь сильным!»). Этот список неожиданно получил 20 % голосов и 12 мест, став второй по силе группой в местном совете Младеновца, пропустив вперёд только правящую Сербскую прогрессивную партию.
В 2017 году основатель партии Лука Максимович (род. 7 июля 1991), он же Любиша Прелетачевич Белый (Љубиша Прелетачевић Бели), сербский комик и политический активист, участвовал в сербских президентских выборах , заняв третье место с 9,44 % голосов.
В начале 2018 года партия отмежевалась от Максимовича/Прелетачевича. Впоследствии Максимович сформировал новый избирательный список чтобы участвовать в выборах в Собрание города Белграда в марте 2018 года.